# En plein feu
Pour plus de détails, voir Fiche technique et Distribution.
En plein feu est un film franco-belge réalisé par Quentin Reynaud, sorti en 2022.

## Synopsis
Alors que la forêt des Landes est ravagée par des feux, des alertes sont lancées. Simon (Alex Lutz) et son père Joseph (André Dussollier) se voient obligés de quitter leur maison. Ils roulent sous le vent qui se lève et sous le feu difficile à maîtriser. Ils vont se retrouver coincés dans leur voiture en plein milieu d'un feu de forêt cauchemardesque.

## Fiche technique
Sauf indication contraire, les informations mentionnées dans cette section peuvent être confirmées par les bases de données cinématographiques IMDb, Allociné et Unifrance,  présentes dans la section « Liens externes ».
- Titre original : En plein feu
- Titre de travail : Jour 37
- Titre anglophone : The Blaze
- Réalisation et scénario : Quentin Reynaud
- Musique : Delphine Malausséna
- Décors : Pascal Le Guellec
- Costumes : Amandine Cros
- Photographie : Vincent Mathias
- Son : Stéphane Gessat
- Montage : Jean-Baptiste Beaudoin
- Production : Léonard Glowinski
- Sociétés de production : Alliance de production cinématographique, 22h22 Production et Studiocanal
- Société de distribution : Apollo Films (France)
- Pays de production :  France,  Belgique
- Langue originale : français
- Format : couleur
- Genres : catastrophe, action, drame, thriller
- Durée : 85 minutes
- Dates de sortie[2] :
  - Royaume-Uni : 13 octobre 2022 (avant-première au festival du film de Londres)
  - France, Suisse romande[3] : 8 mars 2023

## Distribution
- Alex Lutz : Simon
- André Dussollier : Joseph
- Laura Sepul : Juliane
- Vallier Vaudin : Samuel
- Suzanne Queau Picard : Emma
- Jules Marchand : le pompier
- Christophe Sardain : le militaire au barrage
- Chantal Ravalec : Suzanne
- Nganji Mutiri : Mickaël
- Sophie Parel : Claire
- Alexandre Collado : fils de Claire et Mickaël

## Production
En juillet 2021, on apprend que Quentin Reynaud prépare son cinquième film, intitulé Jour 37, avec Alex Lutz et André Dussolier dans les rôles principaux, et que la société de production 22h22 est à la recherche d'une quarantaine de figurants, des doublures pour les acteurs principaux et deux adolescents — un garçon et une fille métissés — dans les Landes.
Le tournage débute le 9 août 2021, dans les Landes, notamment aux environs de Sore. Les prises de vues ont également lieu à Louchats et au Cap Ferret (Gironde),, ainsi qu'à Angoulême (Charente) en studio pour la reconstitution de la forêt en feu. Le tournage s'achève le 20 septembre 2021.
La musique du film est composée par Delphine Malaussena, pour sa seconde collaboration avec Quentin Reynaud après Cinquième Set (2020).

## Accueil

### Festivals et sortie
Il est présenté en avant-première mondiale, le 13 octobre 2022, au festival du film de Londres), en Angleterre (Royaume-Uni), ainsi qu'en France, le 24 octobre de la même année au Festival du cinéma méditerranéen de Montpellier, le 5 novembre au festival du film d'Arras et le 15 décembre au festival de cinéma européen des Arcs.
Il sort le 8 mars 2023 dans les salles en France et en Suisse romande.